# ジ・チェン
ジ・チェン（计成翻字例:Ji Cheng、1987年7月15日 - ）は、中国の自転車競技（ロードレース）選手。ハルビン市出身。チーム・ジャイアント＝アルペシン所属。

## 概要
2006年に香港のコンチネンタルチームのプラファームでプロ入りし、2007年よりスキル・シマノ(現チーム・ジャイアント＝アルペシン)に加入した。スキル・シマノに入った当初は国内でも全くの無名選手であったが、2012年にはミラノ～サンレモを中国人として初出場し、逃げを決め完走を果たした。同年に中国人として初めてグランツールの一つ、ブエルタ・ア・エスパーニャに参戦し、最下位（総合175位）ながらも完走を果たしたほか、19ステージで区間敢闘賞を獲得。2013年にはジロ・デ・イタリアにも出場したが、途中リタイアとなった。
2014年、中国人選手として初めてツール・ド・フランスへ出場し、完走を果たした。これによりジは中国人として初めて三大ツールのすべてに出場した選手となった。

## 来歴
2006年、プラファームに加入。
2007年、スキル・シマノに移籍。本格的にプロレース活動を始める。
- ツアー・オブ・チンハイレイク 総合72位
- パリ〜ブリュッセル 156位

2008年
- ツアー・オブ・サウスチャイナシー 区間優勝、総合30位

2010年
- ツアー・オブ・ハイナン 総合23位

2012年
- ミラノ～サンレモ 中国人初出場、完走 140位
- ブエルタ・ア・エスパーニャ 総合175位

2014年
- ツール・ド・フランス 中国人初出場。レース序盤から中盤の集団コントロール役として活躍した。最終ステージではシャンゼリゼ通りで落車し、タイムアウトとの戦いとなったが、9分25秒差でゴールし、総合最下位（ランタン・ルージュ）である161位ではあるものの完走を果たした。